# 段落記号
段落記号（だんらくきごう）は段落を表す約物であり、「¶」のような形で見られる。
英語では pilcrow (ピルクロウ) または paragraph mark (パラグラフマーク)と呼ばれるほか、alinea (ラテン語:a linea, 「行から離れて」)ともいう。
段落記号は、個別の段落の字下げとしても、長い文書のなかで新しい段落を明示する際にも使われる。後者はエリック・ギルの著作An Essay on Typographyに見られる。段落記号は中世では朱書の一種であり、段落を視覚的に分離するのが一般的でなかった頃に一連の考えを示すのに使われた。
一般には、段落の区切りを表す目的で、段落の始めあるいは段落の終りのいずれか一方に置かれる。
段落記号はディセンダーラインからアセンダーラインにかかる小文字のqのように描かれることが多い。丸の内側は塗りつぶしてもしなくてもよい。椀型の部分を更に下に伸ばし、Dを反対にしたように描かれることもあって、これは古い印刷でよく見られる。

## 由来

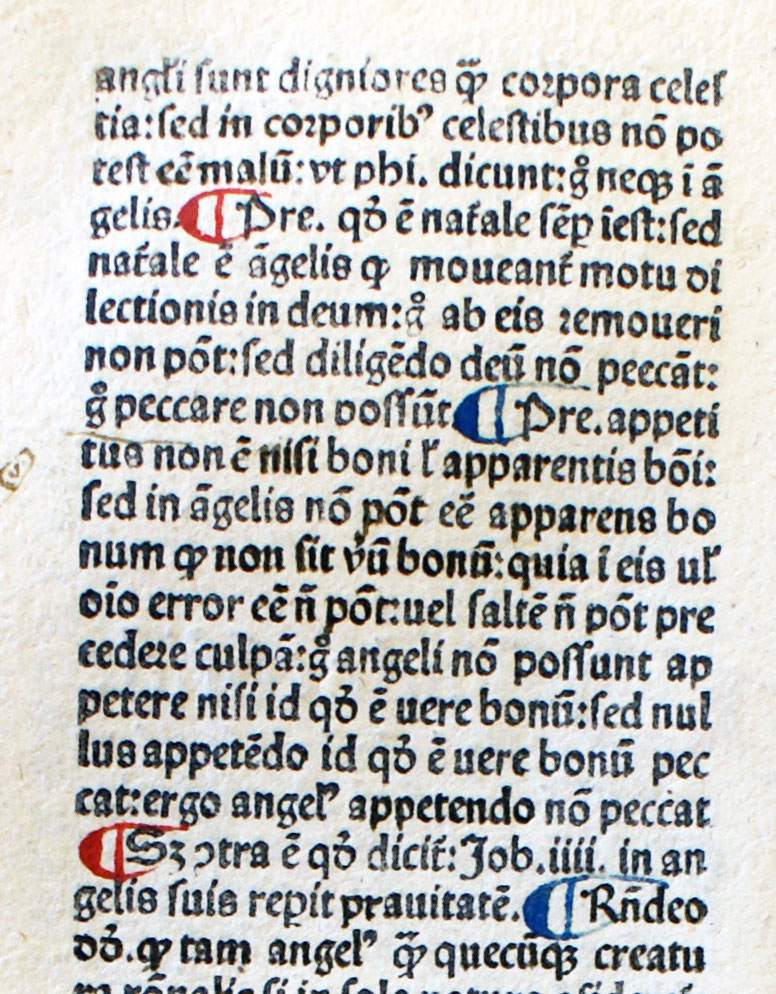
1477年の書物に見える段落記号

capitulumから現代の段落記号までの予想される変遷

図形はラテン文字の「C」（「章」を意味するラテン語: capitulumの頭文字）にスラッシュを書いた字形が元になっている。
Paragraphの頭文字ではない。

## 入力
| 記号 | Unicode | JIS X 0213 | 文字参照             | 名称     |
| ---- | ------- | ---------- | -------------------- | -------- |
| ¶    | U+00B6  | 1-2-89     | &para; &#xB6; &#182; | 段落記号 |

- 各種日本語IME: 「だんらく」など
- 欧文環境向け入力方法
  - Mac OS: ⌥ Opt+7
  - Vim, in insert mode: ⎈ Ctrl+K PI
  - Windows Alt code（英語版）: ⎇ Alt+0182 または ⎇ Alt+20 (テンキーで)[2]。使用する書体によって文字の外観が異なり、場合によっては字体がまったく異なる。
  - X Window System、composeキー（英語版）と: Compose, ⇧ Shift+P, ⇧ Shift+P
  - LaTeX: \P または \textpilcrow
  - 携帯型端末では追加のソフトウェアが必要になる可能性がある(例えばiPadならば Cymbol[3]など)[4]。

## 他言語での段落記号
中国語では、文字と同じ大きさで円(○)を書く。段落記号としてはこの記号は古書に見られる。
タイ語では、U+0E5B ๛ thai character khomutという文字が章や文書の終端を示すのに使われる。
サンスクリット語やその他インド諸語では二本の棒( || )が段落記号を表した。

## 別の字体
- 標準: U+00B6 ¶ pilcrow sign (182decimal)
- 反転: U+204B ⁋ reversed pilcrow sign (8267decimal)
- 飾り文字: U+2761 ❡ curved stem paragraph sign ornament (10081decimal)